# 佐藤せつじ
佐藤 せつじ（さとう せつじ、1974年12月6日 - ）は、日本の俳優、声優。東京都出身。演劇集団 円所属。

## 経歴
石ノ森章太郎原作作品のヒーローになろうと役者を始めたという。
大阪芸術大学芸術学部舞台芸術学科中退後、円・演劇研究所を経て正規団員になった。
吹き替えでは、T・J・ミラーを持ち役にしている。

## 人物
声種はハイバリトン。資格は普通自動車免許、自2免許。
2022年のリメイク版『うる星やつら』ではサトシの声を担当したが、旧アニメ版でサトシに相当するメガネを演じた千葉繁の声に酷似していると、初登場時にSNSで話題になった。

## 出演
太字はメインキャラクター。

### テレビアニメ
1999年
- ∀ガンダム（ジョゼフ・ヨット）

2000年
- ブギーポップは笑わない Boogiepop Phantom（不良C）

2003年
- ミッドナイトホラースクール（2003年 - 2004年、マグネロ、ピラニンの机）

2004年
- ジパング（軍曹）
- 焼きたて!!ジャぱん（木下陰人、新人、観客、ブタ兵）

2007年
- 結界師（赤亜）

2008年
- 古代王者 恐竜キング Dキッズ・アドベンチャー 翼竜伝説（ザッパー）

2009年
- こんにちは アン 〜Before Green Gables（バート・トーマス）

2010年
- 四畳半神話大系（相島）
- NARUTO -ナルト- 疾風伝（2010年 - 2012年、カンダチ、カライ）

2011年
- カードファイト!! ヴァンガード（2011年 - 2015年、臼井ガイ） - 5シリーズ

2013年
- ビーストサーガ（フォックスコーン）
- 宇宙戦艦ヤマト2199（ゴル・ハイニ）

2014年
- デュエル・マスターズ（2014年 - 2017年、熱血ナレーター、熱血ナレ太郎、デッキー） - 9シリーズ
- 怪盗ジョーカー（実験体99号）

2015年
- トリアージX（D）

2016年
- デュラララ!!×2 結（黄根）
- ルパン三世 PART IV（明智ホームズ耕助）
- 91Days（チェロット）

2017年
- aiseki MOGOL GIRL（ゆうさく）
- 将国のアルタイル（ビーガー）

2018年
- 伊藤潤二『コレクション』（尾木）
- 蒼天の拳 REGENESIS（ヤサカ） - 2シリーズ
- イナズマイレブン アレスの天秤（2018年 - 2019年、盛上モコ、橋屋耕作、宇郷猿吉、コブラ） - 2シリーズ
- おしりたんてい（小吉）
- ゾンビランドサガ（2018年 - 2021年、デスおじB、歴戦志士 ゐ） - 2シリーズ

2019年
- ゾイドワイルド（ゴート）
- どろろ（イタチ）
- ルパン三世 プリズン・オブ・ザ・パスト（バルマー兄）

2020年
- pet（のぶ）
- のりものまん モービルランドのカークン（2020年 - 2022年、DJナビ）
- ゾゾゾ ゾンビーくん（ナレーション）
- 呪術廻戦（特級呪霊）

2021年
- 不滅のあなたへ（班長）
- サクガン（モミアゲ）

2022年
- 忍たま乱太郎（2022年 - 2024年、吉野先生〈2代目〉）
- ユーレイデコ（ハンク）
- オーバーロードIV（ヴィアネ・デルヴィ）
- うる星やつら (2022)（2022年 - 2024年、サトシ）- 2シリーズ
- デジモンゴーストゲーム（シャンブルモン）
- ニンジャラ（ヘビマル）

2023年
- 弱虫ペダル LIMIT BREAK（選手）
- 豚のレバーは加熱しろ（刀傷の男）
- 七つの大罪 黙示録の四騎士（2023年 - 2024年、使い魔、タリスカー、シルヴァン） - 2シリーズ
- ティアムーン帝国物語〜断頭台から始まる、姫の転生逆転ストーリー〜（ベルマン子爵）

2024年
- 明治撃剣-1874-（Shioya、Masaomi Kuramoto、ギャロ）
- 名探偵コナン（佐々木一馬）
- 転生したら第七王子だったので、気ままに魔術を極めます（パズズ）
- ばいばい、アース（2024年 - 2025年、ローハイド王〈悪〉） - 2シリーズ
- 烏は主を選ばない（治平）
- 来世は他人がいい（南龍一）
- 魔王2099（コルネア＝セブルド）
- ぷにるはかわいいスライム（青果店店主）

2025年
- キミとアイドルプリキュア♪（ザックリー、ザックリン）
- SAKAMOTO DAYS（マッド堀口）
- 片田舎のおっさん、剣聖になる（宵闇）
- 鬼人幻燈抄（嵯峨道舟）
- 光が死んだ夏（ハラセン）
- サイレント・ウィッチ 沈黙の魔女の隠しごと（叔父）
- ガチアクタ（中分けの男）
- Turkey!（野武士）
- 勇者パーティーを追放された白魔導師、Sランク冒険者に拾われる 〜この白魔導師が規格外すぎる〜（ミシュル）

### 劇場アニメ
2000年代
- 劇場版∀ガンダム（2002年、ジョゼフ・ヨット） - 前後編
- 劇場版 甲虫王者ムシキング グレイテストチャンピオンへの道（2005年、G・門月）

2010年代
- CYBORG009 CALL OF JUSTICE（2016年、007 / グレート・ブリテン）
- 機動戦士ガンダムNT（2018年、アマージャ）
- 二ノ国（2019年、黒いパーカーの男）

2020年代
- アリスとテレスのまぼろし工場（2023年、佐上衛）
- デッドデッドデーモンズデデデデデストラクション（2024年、高畠） - 前章
- クレヨンしんちゃん オラたちの恐竜日記（2024年）

### OVA
- 鬼公子炎魔（2006年、カパエル）
- KITE LIBERATOR（2008年、土井光一）

### Webアニメ
- SUPER SHIRO（2019年、オーラ）
- オルタード・カーボン: リスリーブド（2020年、Tashiro）
- 四畳半タイムマシンブルース（2022年、相島先輩[46]）
- LUPIN ZERO（2022年、ジロー）

### ゲーム
2001年
- スーパーロボット大戦α外伝（ジョゼフ・ヨット、マリーメイア兵）

2003年
- ラチェット&クランク2 ガガガ!銀河のコマンドーっす（メガコープの従業員、ファンボーイ）

2004年
- クラッシュ・バンディクー 爆走!ニトロカート（エヌ・トランス）
- クラッシュ・バンディクー5 え〜っ クラッシュとコルテックスの野望?!?（エビル・ツインズ / モーリッツ）

2007年
- 結界師 黒芒楼の影（赤亜）
- ラチェット&クランク FUTURE（パロット）

2008年
- スーパーロボット大戦Z（ジョゼフ・ヨット、ティターンズ兵）

2009年
- SDガンダム GGENERATION（2009年 - 2012年、ジョゼフ・ヨット） - 3作品

2010年
- NO MORE HEROES 英雄たちの楽園（レッツ・シェイク）

2012年
- Kinect ラッシュ: ディズニー/ピクサー アドベンチャー（メーター）
- タイムトラベラーズ（只野英雄）

2013年
- カードファイト!! ヴァンガード ライド トゥ ビクトリー!!（臼井ガイ）
- ディズニー インフィニティ（メーター、テリ・ペリー、テリー・ペリー）

2016年
- スターオーシャン5 Integrity and Faithlessness（パヴィヌ）
- スターオーシャン:アナムネシス（パヴィヌ）

2017年
- バイオハザード7 レジデントイービル（ルーカス・ベイカー）
- グランブルーファンタジー（2017年 - 2023年、グリザルギム、コルウェル）
- サイコブレイク2（ステファノ・ヴァレンティーニ）

2018年
- アサシン クリード オデッセイ（バルナバス）

2019年
- DAEMON X MACHINA（レッドドッグ）

2020年
- Ghost of Tsushima（堅二）

2021年
- 聖闘士星矢 ライジングコスモ（地暗星・ニオベ）

2022年
- 北斗の拳 LEGENDS ReVIVE（ヤサカ）
- オーバーウォッチ2（ラマットラ）

2023年
- ホグワーツ・レガシー（組み分け帽子、ほとんど首無しニック、カスバート・ビンズ、グラッドウィン・ムン 他）
- アーマード・コアVI ファイアーズオブルビコン（G1 ミシガン）
- ドラゴンクエストモンスターズ3 魔族の王子とエルフの旅（邪教主モースロイ）

2024年
- 呪術廻戦 戦華双乱
- ファイナルファンタジーVII リバース（ロンリー・ゲス）
- ドラゴンクエストX 未来への扉とまどろみの少女 オンライン（暁の使者コッケン）

### ドラマCD
- 鋼の錬金術師 砂礫の大地

### 吹き替え

#### 担当俳優
アンディ・サムバーグ
- くもりときどきミートボール（ブレント・マクヘイル）
- くもりときどきミートボール2 フード・アニマル誕生の秘密（ブレント・マクヘイル）
- セレステ∞ジェシー（ジェシー・エイブラムス）

ケイレブ・ランドリー・ジョーンズ
- ゲット・アウト（ジェレミー・アーミテージ）
- スリー・ビルボード（レッド・ウェルビー）
- DOGMAN ドッグマン（ダグラス・マンロー）

T・J・ミラー
- アンストッパブル（ギリース）
- アンダーウォーター（ポール）
- 俺たちハングオーバー! 史上最悪のメキシコ横断（ジェイソン）
- デッドプール（ウィーゼル）
  - デッドプール2

- トランスフォーマー/ロストエイジ（ルーカス・フラナリー）
- レディ・プレイヤー1（アイロック）

#### 映画
- 悪魔のいけにえ -レザーフェイス・リターンズ-（ダンテ〈ジェイコブ・ラティモア〉[56]）
- アフターパーティー（バーナード〈ジョーダン・ロック〉）
- アリータ: バトル・エンジェル（ロモ〈デレク・ミアーズ〉[57]）
- アリス（ハッター〈アンドリュー・リー・ポッツ〉）
- アローン・イン・ザ・ダークII
- アンフレンデッド（アダム〈ウィル・ペルツ〉）
- イースターラビットのキャンディ工場（会場アナ男）
- エージェント・スミス（キャッシュ〈ジョニー・ノックスビル〉）
- 永遠の僕たち（ヒロシ〈加瀬亮〉）
- エイリアン バスターズ（ジャマルカス〈リチャード・アイオアディ〉）
- エベレスト 3D（ロプサン・ジャンブ）
- エレクトリシティ（マイキー〈クリスチャン・クック〉）
- NYPD15分署 ※テレビ朝日版
- オースティン・パワーズ ゴールドメンバー（若きイーブル〈ジョシュ・ザッカーマン〉）
- オールザット
- 大いなる陰謀
- お願い!プレイメイト（タッカー・クレイ〈トレヴァー・ムーア〉）
- カサンドロ リング上のドラァグクイーン（ヘラルド〈ラウル・カスティーロ〉）
- キャメラを止めるな!（ファティ〈ジャン＝パスカル・ザディ（フランス語版）〉[58]）
- キラー・ブック・クラブ（クルサード〈ダニエル・グラオ〉）
- ギリ義理ファミリー（RJ〈ブレイク・アンダーソン〉）
- キル・ボクスン
- ゲームオーバー!（ジョエル〈ブレイク・アンダーソン〉）
- グッド・バッド・ウィアード（マンギル〈リュ・スンス〉）
- クライ・マッチョ（アウレリオ〈オラシオ・ガルシア・ロハス〉[59]）
- グランド・ブダペスト・ホテル（ゼロ〈トニー・レヴォロリ〉）
- グリーン・ホーネット（タッパー〈エドワード・ファーロング〉）
- 現地(にいない)特派員（ドミンゴ〈ラウル・カスティーヨ〉）
- 極悪の流儀（ジャック〈オスカー・アイザック〉）
- GODZILLA ゴジラ（アキオの父[60]）
- サイコメトリー 〜残留思念〜（チュンドン〈キム・ガンウ〉）
- 最終絶叫計画（ショーティー〈マーロン・ウェイアンズ〉）
- 最'新'絶叫計画（ショーティー〈マーロン・ウェイアンズ〉）
- ザ・ビーチ ※日本テレビ版
- ザ・マザー（タランチュラ〈ジェシー・ガルシア〉）
- G.I.ジョー バック2リベンジ（クラッチ）
- 60セカンズ（トビー〈ウィリアム・リー・スコット〉）※日本テレビ版
- ジーク アンド ルーサー（オジー・ケパート〈ネイト・ハートリー〉）
- ジェシー・ジェームズの暗殺（ロバート・フォード〈ケイシー・アフレック〉）
- ジャックと天空の巨人（ファロン〈ジョン・カーサー〉[61]）
- 17歳の肖像（ダニー〈ドミニク・クーパー〉）
- 人生の動かし方（デル・スコット〈ケヴィン・ハート〉）※VOD版
- スーパーマン（マックスウェル・ロード〈ショーン・ガン〉[62]）
- スズメバチ（ニコラ〈サミ・ブアジラ〉） ※テレビ東京版
- スターリングラード ※日本テレビ版
- スター・トレック イントゥ・ダークネス（ジェイ少尉）
- スマーフ（うそつきスマーフ）
- スマーフ2 アイドル救出大作戦!（うそつきスマーフ）
- スラムドッグス（バブジー[63]）
- スリーパーズ（ショーン・ノークス〈ケヴィン・ベーコン〉）※Netflix版
- ゾンビ・クエスト（アジズ〈ヤフヤ・ガイール〉）
- ダーク・シャドウ（ひげヒッピー）
- ダークナイト ライジング（キレる若者）
- ダニー・ザ・ドッグ（レフティ〈ディラン・ブラウン〉）※ソフト版
- 007 慰めの報酬（エルヴィス）※ソフト版
- DCエクステンデッド・ユニバース
  - バットマン vs スーパーマン ジャスティスの誕生（ヴィクラム・ガンジー[64]）
  - スーサイド・スクワッド（チャト・サンタナ / エル・ディアブロ〈ジェイ・ヘルナンデス〉[65]）
  - ザ・スーサイド・スクワッド “極”悪党、集結（カレンダーマン〈ショーン・ガン〉[66]）
- デス・リベンジ（ファロウ〈マシュー・リラード〉）
- デス・ルーム（アンディ）
- トータル・リコール（若者）
- ドライブアウェイ・ドールズ（ギャング〈ジョーイ・スロトニック〉[67]）
- ドラゴン・タトゥーな女 in パラノーマル・アクティビティ（エヴァン）
- トランスフォーマーシリーズ
  - トランスフォーマー（パトリック・ドネリー〈ザック・ウォード〉）
  - トランスフォーマー/ダークサイド・ムーン（イゴール）
  - トランスフォーマー/最後の騎士王（モホーク）
  - バンブルビー（クレイグ〈コリン・ホルツ〉[68]）
- トランスポーター3 アンリミテッド
- トレジャー・バディーズ 〜小さな5匹の大冒険〜（セティ、ヤングトーマス）
- 熱烈（ディン・レイ〈ホアン・ボー〉[69]）
- バーレスク（ジャック〈キャム・ギガンデット〉）
- バック・トゥ・ザ・フューチャー（デイヴィッド・マクフライ〈マーク・マクルーア〉）※BSジャパン版
- バトルシップ（ジミー・“オーディ”・オード上等水兵〈ジェシー・プレモンス〉）
- パニッシャー: ウォー・ゾーン
- ハリー・ポッターと死の秘宝 PART1（スカビオール〈ニック・モラン〉）
- バルフィ! 人生に唄えば（バルフィ〈ランビール・カプール〉）
- 犯罪都市シリーズ（チャン・イス〈パク・ジファン〉）
  - 犯罪都市 THE ROUNDUP[70]
  - 犯罪都市 PUNISHMENT[71]
- ピーター・パン
- ビバリーヒルズ・コップ3（セルジュ〈ブロンソン・ピンチョット〉）※テレビ朝日版のWOWOW追加収録部分
- ファイナル・デッドブリッジ（ネイサン・シアーズ〈アーレン・エスカーペタ〉）
- 武道実務官（ビョンスン）
- ペイバック ※日本テレビ版
- ベイブ/都会へ行く ※日本テレビ版
- ベッドタイム・ストーリー（ミッキー〈ラッセル・ブランド〉）
- ホビット三部作（ノーリ〈ジェド・ブロフィー〉）
  - ホビット 思いがけない冒険
  - ホビット 竜に奪われた王国
  - ホビット 決戦のゆくえ[72]
- ホワイトアウト（ラッセル・ヘーデン〈アレックス・オロックリン〉）
- マーシャル博士の恐竜ランド（チャカ）
- マーベル・シネマティック・ユニバース
  - アベンジャーズ（パイロット）
  - アイアンマン3（チャド・デイヴィス）
  - マイティ・ソー/ダーク・ワールド（イアン〈ジョナサン・ハワード〉）
  - アントマン（男性客）
- マインクラフト/ザ・ムービー（クレメンテ・ガンチー〈ハイラム・ガルシア〉[73]）
- マクベス ザ・ギャングスター（マクベス〈サム・ワーシントン〉）
- マジック・マイク（ティト〈アダム・ロドリゲス〉）
- マジック・マイクXXL（ティト〈アダム・ロドリゲス〉）
- マッドマックスシリーズ
  - マッドマックス 怒りのデス・ロード（スリット〈ジョシュ・ヘルマン〉[74]）※ザ・シネマ版
  - マッドマックス:フュリオサ（スクロータス[75]）
- マ・レイニーのブラックボトム（レヴィー〈チャドウィック・ボーズマン〉[76]）
- ミスター・アーサー（アーサー・バック〈ラッセル・ブランド〉）
- ミスター・ロンリー（マイケル〈ディエゴ・ルナ〉）
- メン・イン・ブラック2 ※テレビ朝日版
- ラストサマー2（デイブ〈ジョン・ホークス〉）※テレビ朝日版
- ラスト・ソング（マーカス〈ニック・ラシャウェイ〉）
- リーサル・ソルジャーズ（ジャック・コリンズ〈マイロ・ギブソン〉）
- リディキュラス・シックス（リル・ピート・ストックバーン〈テイラー・ロートナー〉）
- リベンジ・フォー・ジョリー 愛犬のために撃て!（セシル〈オスカー・アイザック〉）
- ル・アーヴルの靴みがき（チャング）
- レーシング・ストライプス（スカズ）※日本テレビ版
- レンフィールド（テディ・ロボ〈ベン・シュワルツ〉[77]）
- ロスト・マネー 偽りの報酬（ジャテーム・マニング〈ダニエル・カルーヤ〉）
- ROCK YOU!（ワット〈アラン・テュディック〉）※テレビ朝日版
- ワイルド・スピード MEGA MAX（ディオゴ）
- ワイルド・スピード SKY MISSION（サファー〈アリ・ファザル〉）

#### ドラマ
- I AM 私の分岐点#3（トム〈エド・コールマン〉[78]）
- iCarly（コルト）
- iゾンビ（クライヴ・バビノー〈マルコム・グッドウィン〉）
- ER緊急救命室
  - シーズン10 #223（アントワン・コールズ〈サム・サーポン〉）
  - シーズン13 #282（サイモン〈フレディ・ロドリゲス〉）
  - シーズン14（ハロルド・ゼリンスキー〈スティーヴン・クリストファー・パーカー〉）
- イカゲーム（アリ・アブドゥル〈トリバティ・アヌファム〉）
- WITHOUT A TRACE/FBI 失踪者を追え! #106（デューク・ボーデン）
- エア・シティ（ノ・テマン）
- NCIS:LA 〜極秘潜入捜査班 シーズン5 #10（ジャマダール・サパ〈アーニー・レイズ・Jr.〉）
- キーナン&ケル（ケル・キンブル〈ケル・ミッチェル〉）
- ギルモア・ガールズ（ビル）
- クラッシュとバーンスティーン（クラッシュ）
- glee/グリー（ペレス〈ペレス・ヒルトン〉）
- クリミナル・マインド6 FBI行動分析課（グレッグ・フィニー）
- 刑事トム・ソーン2 臆病な殺人者
- ザ・コンチネンタル:ジョン・ウィックの世界から（フランキー〈ベン・ロブソン〉[79]）
- ザ・パシフィック（ウィルバー・“ランナー”・コンリー一等兵〈キース・ノップス〉）
- ザ・ホスピタル（ハオ・シャオガン〈ジェイソン・チャン〉）
- 私立探偵マグナム（ジン・ジョン〈ボビー・リー〉）
- スーパーナチュラル（アーロン）
- スタートレック:ピカード（ジャック・クラッシャー）
- ステージド2 俺たちの舞台、アメリカ上陸!?（本人役〈ケン・チョン〉[80]）
- スポットライト（イ・スンチョル〈チン・グ〉）
- ダーク・マテリアルズ/黄金の羅針盤（リー・スコーズビー〈リン＝マヌエル・ミランダ〉[81]）※スター・チャンネル版
- 太王四神記（マンドゥク）
- TOUCH/タッチ（ザック）
- 誰もいない森の奥で木は音もなく倒れる（ジェシク〈チャン・スンジョ〉）
- テッド ザ・シリーズ（デニス）
- ドールハウス Dollhouse
- TRUE DETECTIVE/迷宮捜査（ローランド・ウェスト〈スティーヴン・ドーフ〉）
- ドクター・フー（ミッキー・スミス / リッキー・スミス〈ノエル・クラーク〉）
- 100日の郎君様（キム・スジ〈ホ・ジョンミン〉[82]）
- フラーハウス（ジミー・ギブラー）
- フラッシュポイント-特殊機動隊SRU-（サム・ブラドック〈デヴィッド・パートコー〉）
- プリーチャー（キャシディ〈ジョセフ・ギルガン〉）
- 海雲台の恋人たち（イ・テソン〈キム・ガンウ〉）
- 北京バイオリン
- BONES シーズン4 #9（ポール・ステグマン）
- ボディ・オブ・プルーフ2 死体の証言（アレックス・グラント）
- ホワイトカラー
- リンカーン 殺人鬼ボーン・コレクターを追え!（フェリックス〈テイト・エリントン〉[83]）
- 私はケイトリン（ブルー）
- 私はラブ・リーガル
- アコライト（カイミール）

#### アニメ
- アダムス・ファミリー2 アメリカ横断旅行!（ビーチの男1[84]）
- アドベンチャー・タイム（ジェイムズ）
- ウェイン&ラニー クリスマスを守れ!（ラニー）
- カーズシリーズ
  - カーズ（フレッド）
  - LEGO ピクサー:ブリックトゥーンズ（メーター）
- ガーディアンズ・オブ・ギャラクシー（ロケット・ラクーン）
- 怪盗グルーシリーズ
  - 怪盗グルーの月泥棒 3D（カーニバルバーカー）
  - 怪盗グルーのミニオン危機一発（トム）
  - ミニオンズ（ボブ、ホスト）
  - ミニオンズ フィーバー（リック[85]）
  - 怪盗グルーのミニオン超変身[86]
- カンフー・パンダ3（ポー）
  - カンフー・パンダ 4 伝説のマスター降臨[87]
- グリンチ（テッド[88]）
- クルードさんちのはじめての冒険（タンク・クルード）
- コウノトリ大作戦!（ダグランド）
- サーフズ・アップ（チキン・ジョー）
  - サーフズ・アップ2
- サウスパーク（マイケル・ジェファーソン〈FOX版〉、ケニー・マコーミック、ギャリソン先生、スティーブン・ストッチ 他〈Netflix版〉）
- ザ・バットマン（グリーンランタン）
- ザ・ペンギンズ from マダガスカル（キング・ジュリアン[89]、建設作業員、父親、局長のSP、カーラジオ）
- スター・ウォーズ/クローン・ウォーズ（ディラーニ、フォン・ドゥ）
- スター・ウォーズ: バッド・バッチ（ファウジャ）
- スパイダーマン:アクロス・ザ・スパイダーバース（パヴィトラ・プラバカール / スパイダーマン・インディア[90]）
- スモールフット（フリーム[91]）
- ソーセージ・パーティー（麻薬中毒者）
- ターボ（ティト）
- ドッグス! 〜オジーの大冒険〜
- トムとジェリー ジャックと豆の木（リスのパイ屋さん）[92]
- トムとジェリー（トム〈3代目〉）[93]
  - もっと!トムとジェリー ショー[注 1]
  - トムとジェリー すくえ!魔法の国オズ[94]
  - トムとジェリー 夢のチョコレート工場[95]
- トランスフォーマーシリーズ
  - トランスフォーマー アーススパーク（スタースクリーム[96]）
  - トランスフォーマー アドベンチャー（ビスク、クランプダウン、ブラジオン[97]、シャークティコン[98]）
  - トランスフォーマー:ウォー・フォー・サイバトロン・トリロジー（スタースクリーム[99]）
  - トランスフォーマー/ONE（スタースクリーム[100]）
- トロールズ: シング・ダンス・ハグ!（ガイ・ダイアモンド）
  - トロールズ バンド・トゥゲザー[101]
- ハズビンホテル（アラスター）
- バットマン:ブレイブ&ボールド（ギブル星人のリーダー）
- バンザイ! キング・ジュリアン（キング・ジュリアン、パンチョ)
- ビー・ムービー（シカッチ）
- プレーンズ2/ファイアー&レスキュー（男ファン2）
- ペット（捕獲員1）
- ペット2（痩せ猫[102]）
- ペンギンズ FROM マダガスカル ザ・ムービー（ヒューズ[103]）
- ホームムービーズ（ジェイソン・ペノポリス）
- ぼくはクラレンス!（クラレンス、スーモ）
- モンスターズ・インク（CDA）
- モンスターズ・パーティ（テリ・ペリー）
- モンスターズ・ユニバーシティ（テリ・ペリー）
- モンスターハンター: レジェンド・オブ・ザ・ギルド（ノックス[104]）
- ライオン・キング3 ハクナ・マタタ（フリンチー、アイアン・ジョー[要出典]）
- ランゴ（エルボーズ）
- ルーニー・テューンズ
  - 新 ルーニー・テューンズ（ヴィクトル）
  - ルーニー・テューンズ・ショー（ロムアルド）
- ロイヤルコーギー レックスの大冒険（ジャック[105]）
- ロラックスおじさんの秘密の種（ビジネスマン）

### 特撮
- 手裏剣戦隊ニンニンジャー（2015年、妖怪アミキリの声[106]）

### テレビドラマ
- 大河ドラマ 徳川慶喜（1998年、NHK） - 有栖川宮熾仁親王 役
- おばさんデカ 桜乙女の事件帖6（1998年7月、フジテレビ） - 加藤次郎 役
- いじわるばあさん2 第1話（2010年、フジテレビ） - オレオレ詐欺チームメンバー 役
- ニセ医者と呼ばれて 〜沖縄・最後の医介輔〜（2010年、読売テレビ）

### テレビ番組
- 世界が騒然！本当にあった(秘)衝撃ファイル　偽りの証言を暴けSP（2021年、声の出演）

### CM
- 月刊マガジンZ（講談社）
- シャカシャカチキン スパイシーガーリック（日本マクドナルド）
- エアーサロンパスジェットα 「ジョギングのあとの補給」篇（久光製薬）

### 舞台
- アノセイシュンノウタ（クレイジーパワーロマンチスト）
- あらしのよるに（シアターΧ／メイ）
- 梅津さんの穴を埋める
- サラマンダー
- ファウスト
- マクベス（門番）
- リチャード三世